# جیمز گارنر (بازیکن فوتبال، زاده ۲۰۰۱)
جیمز گارنر (انگلیسی: James Garner؛ زادهٔ ۱۳ مارس ۲۰۰۱) بازیکن فوتبال اهل انگلستان است که برای باشگاه اورتون بازی می‌کند.
وی همچنین در تیم‌های ملی فوتبال زیر ۱۷ سال انگلستان، زیر ۱۸ سال انگلستان و زیر ۱۹ سال انگلستان بازی کرده‌است.